# Olympische Winterspiele 2010/Eishockey (Herren)/Qualifikation
Die Qualifikation zum olympischen Eishockeyturnier der Herren 2010 wurde zwischen Oktober 2008 und Februar 2009 ausgetragen. Zuvor hatten sich bereits neun der zwölf Teilnehmer durch ihre Platzierung in der IIHF-Weltrangliste direkt qualifiziert und mussten kein weiteres Qualifikationsturnier ausspielen. Die drei verbleibenden Plätze wurden in einem mehrstufigen System ausgespielt und schließlich von den Nationalmannschaften Deutschlands, Lettlands und Norwegens gewonnen. Die kasachische und italienische Nationalmannschaft, die bei den Olympischen Winterspielen 2006 in Turin noch vertreten waren, verpassten hingegen die Qualifikation.

## Direkte Qualifikation
Für das olympische Turnier qualifizierten sich die ersten neun Nationen der IIHF-Weltrangliste nach Abschluss der Weltmeisterschaft 2008 direkt:
| Rang | Land               | WM 2008 (100 %) | WM 2007 (75 %) | WM 2006 (50 %) | OS 2006 (50 %) | WM 2005 (25 %) | Summe |
| ---- | ------------------ | --------------- | -------------- | -------------- | -------------- | -------------- | ----- |
| 1    | Kanada             | 1160            | 1200           | 1100           | 1020           | 1160           | 3410  |
| 2    | Russland           | 1200            | 1120           | 1060           | 1100           | 1120           | 3400  |
| 3    | Schweden           | 1100            | 1000           | 1200           | 1200           | 1100           | 3400  |
| 4    | Finnland           | 1120            | 1160           | 1120           | 1160           | 1020           | 3385  |
| 5    | Tschechien         | 1060            | 1020           | 1160           | 1120           | 1200           | 3265  |
| 6    | Vereinigte Staaten | 1040            | 1060           | 1020           | 1000           | 1040           | 3105  |
| 7    | Schweiz            | 1020            | 1000           | 960            | 1040           | 1000           | 3020  |
| 8    | Slowakei           | 880             | 1040           | 1000           | 1060           | 1060           | 2955  |
| 9    | Belarus            | 960             | 920            | 1040           | 880            | 940            | 2845  |
| 10   | Deutschland        | 940             | 960            | 800            | 940            | 840            | 2740  |
| 11   | Lettland           | 920             | 880            | 940            | 900            | 960            | 2740  |
| 12   | Norwegen           | 1000            | 860            | 920            | 860            | 800            | 2735  |
| 13   | Dänemark           | 900             | 940            | 880            | 800            | 860            | 2660  |
| 14   | Italien            | 820             | 900            | 860            | 920            | 780            | 2580  |
| 15   | Slowenien          | 840             | 800            | 820            | 780            | 880            | 2460  |
| 16   | Österreich         | 800             | 840            | 780            | 840            | 820            | 2445  |
| 17   | Ukraine            | 760             | 820            | 900            | 760            | 920            | 2435  |
| 18   | Frankreich         | 860             | 780            | 740            | 820            | 740            | 2410  |
| 19   | Kasachstan         | 740             | 720            | 840            | 960            | 900            | 2405  |
| 20   | Ungarn             | 780             | 760            | 680            | 700            | 720            | 2220  |

## Modus
Die Nationalmannschaften ab dem Weltranglistenplatz 10 spielten zwischen Oktober 2008 und Februar 2009 die drei verbleibenden Plätze in Qualifikationsturnieren aus. Insgesamt meldeten 24 Länder für die sieben Turniere.
An der Vorqualifikation nahmen die vier gemeldeten Mannschaften ab Weltranglistenplatz 31 nach Abschluss der Weltmeisterschaft 2008 teil. Die Vorqualifikation wurde in einer Gruppe ausgespielt. Der Gewinner und die elf Nationalteams auf den Weltranglistenplätze 19 bis 30 – mit Ausnahme der Volksrepublik China – trafen in der ersten Qualifikationsrunde in drei Gruppen à vier Mannschaften aufeinander. Die drei Gruppensieger erreichten die zweite Qualifikationsrunde, in der sie dann auf die neun Mannschaften trafen, die in der Weltrangliste die Plätze 10 bis 18 belegten. Dort wurde erneut in drei Gruppen mit jeweils vier Mannschaften gespielt. Die jeweiligen Gruppensieger qualifizierten sich schließlich für das olympische Eishockeyturnier.
Unter den nichtqualifizierten Nationen bildete die Internationale Eishockey-Föderation eine Rangfolge, die auch in die IIHF-Weltrangliste 2010 einging.

## Vorqualifikation
Vom 9. bis 11. Oktober 2008 wurde eine Vorqualifikation ausgespielt. Die Teilnehmer dieses Turniers waren Bulgarien, Spanien, Mexiko und die Türkei. Als Gastgeber fungierte der türkische Verband, der das Turnier in Ankara in der Gençlik ve Spor İl Müdürlüğü Buz Pateni Sarayı ausrichtete.

### Gruppe A
Nachdem das Turnier zunächst in İzmit hatte stattfinden sollen, verlegte der türkische Verband den Austragungsort kurzfristig in die Hauptstadt Ankara. Aufgrund der besten Tordifferenz im direkten Vergleich setzten sich die Spanier gegen die punktgleichen Bulgaren und Mexikaner durch. Daran änderte auch die knappe Niederlage gegen Mexiko nichts, da die Iberer das Duell gegen die bis dahin ungeschlagenen Bulgaren im abschließenden Spiel klar gewinnen konnten. Ohne jede Chance beendete die Türkei, die als einzige Mannschaft in der WM-Division III beheimatet war, das Turnier.
Als bester Scorer ging der Bulgare Alexej Jotow mit zwölf Scorerpunkten aus dem Turnier hervor. Damit lag er deutlich vor dem Mexikaner Brian Arroyo, der es auf acht Punkte brachte.
Insgesamt besuchten 1.392 Zuschauer die sechs Qualifikationsspiele, was einem Schnitt von 232 pro Spiel entspricht.
| 9. Oktober 2008 14:30 Uhr (Ortszeit) | Mexiko B. Arroyo (13:09) O. O’Farrill (49:50) | 2:6 (1:2, 0:3, 1:1) Spielbericht | Bulgarien S. Muchatschew (6:08) S. Muchatschew (11:58) A. Jotow (26:00) A. Jotow (31:41) G. Mladenow (32:09) S. Muchatschew (55:54) | Gençlik ve Spor İl Müdürlüğü Buz Pateni Sarayı, Ankara Zuschauer: 50 |

| 9. Oktober 2008 18:00 Uhr | Spanien A. Roshchyn (2:37) C. Santanatalia (17:54) I. Gracia (27:20) S. Barnola (30:41) A. Pedraz (33:14) J. Bernet (34:40) I. Gracia (37:20) I. Codina (38:20) A. Roshchyn (46:33) J. Muñoz (48:37) P. Muñoz (55:24) A. Pedraz (56:50) I. Codina (58:57) C. Santanatalia (59:57) | 14:1 (2:1, 6:0, 6:0) Spielbericht | Türkei E. Coşkun (0:28) | Gençlik ve Spor İl Müdürlüğü Buz Pateni Sarayı, Ankara Zuschauer: 465 |

| 10. Oktober 2008 14:30 Uhr | Spanien G. Betrán (3:45) A. Hernández (11:51) P. Muñoz (18:16) P. Muñoz (34:28) | 4:5 (3:2, 1:2, 0:1) Spielbericht | Mexiko B. Arroyo (6:29) A. Cervantes (15:34) J. Canseco (27:53) M. Sierra (39:08) B. Arroyo (51:05) | Gençlik ve Spor İl Müdürlüğü Buz Pateni Sarayı, Ankara Zuschauer: 146 |

| 10. Oktober 2008 18:00 Uhr | Bulgarien S. Muchatschew (3:30) S. Muchatschew (19:41) R. Morgunow (27:40) R. Christow (31:42) S. Batschwarow (38:20) A. Jotow (51:45) R. Christow (53:49) S. Batschwarow (55:46) | 8:0 (2:0, 3:0, 3:0) Spielbericht | Türkei | Gençlik ve Spor İl Müdürlüğü Buz Pateni Sarayı, Ankara Zuschauer: 256 |

| 11. Oktober 2008 13:30 Uhr | Bulgarien A. Jotow (30:53) A. Jotow (47:27) | 2:6 (0:1, 1:4, 1:1) Spielbericht | Spanien I. Codina (4:30) A. Betrán (24:43) J. Brabo (25:11) J. Muñoz (27:41) J. Muñoz (29:09) G. Betrán (44:45) | Gençlik ve Spor İl Müdürlüğü Buz Pateni Sarayı, Ankara Zuschauer: 125 |

| 11. Oktober 2008 17:00 Uhr | Türkei C. Akyıldız (34:48) D. İnce (41:18) | 2:9 (0:3, 1:2, 1:4) Spielbericht | Mexiko E. Glennie (6:06) M. Sierra (15:56) A. Cervantes (17:08) B. Arroyo (23:07) B. Arroyo (28:39) M. Zavala (44:18) J. P. Roberts (49:00) A. Barberena (50:22) E. Glennie (57:03) | Gençlik ve Spor İl Müdürlüğü Buz Pateni Sarayı, Ankara Zuschauer: 350 |

| Pl. |           | Sp | S | OTS | OTN | N | Tore  | Punkte |
| 1.  | Spanien   | 3  | 2 | 0   | 0   | 1 | 24:08 | 6      |
| 2.  | Bulgarien | 3  | 2 | 0   | 0   | 1 | 16:08 | 6      |
| 3.  | Mexiko    | 3  | 2 | 0   | 0   | 1 | 16:12 | 6      |
| 4.  | Türkei    | 3  | 0 | 0   | 0   | 3 | 03:31 | 0      |

Abkürzungen: Pl. = Platz, Sp = Spiele, S = Siege, OTS = Siege nach Verlängerung (Overtime) oder Penaltyschießen, OTN = Niederlagen nach Verlängerung oder Penaltyschießen, N = Niederlagen

Erläuterungen: Qualifikant für die erste Runde

## Erste Qualifikationsrunde
Die erste Qualifikationsrunde fand zwischen dem 6. und 9. November 2008 statt. Dabei genossen die drei Gruppenköpfe das Recht, über den Ort der Ausrichtung zu bestimmen. Ungarn und Polen machten in den Gruppen C und D von diesem Recht Gebrauch, während sich Kasachstan mit Estland als Turnierausrichter der Gruppe B zufrieden gab.

### Gruppe B
Die Spiele der Gruppe B der ersten Qualifikationsrunde fanden vom 6. bis 9. November 2008 in der Narva Jäähall im estnischen Narva statt.
Eindrucksvoll untermauerte Kasachstan bereits in der Auftaktpartie des Turnieres seine Favoritenstellung, als Vorqualifikationssieger Spanien mit 17:0 besiegt wurde – zugleich der höchste Sieg der gesamten ersten Runde. Nach einem weiteren Sieg über Gastgeber Estland, das am Vortag mit dem 6:4 über die Niederlande für eine kleine Sensation gesorgt hatte, war die Abschlusspartie der Kasachen gegen die Niederländer reine Formsache. Durch einen 7:2-Sieg über die Niederlande erreichten die Kasachen mit einer makellosen Bilanz von drei Siegen und 31:2 Toren die finale Qualifikation. Den zweiten Platz sicherten sich die baltischen Gastgeber, die im abschließenden Turnierspiel den insgesamt hoffnungslos unterlegenen Qualifikanten von der iberischen Halbinsel besiegten.
Als beste Scorer gingen die Kasachen Andrei Spiridonow, Alexander Schin und Dosschan Jessirkenow mit jeweils sechs Scorerpunkten aus dem Turnier hervor. Dahinter folgten weitere neun ihrer Teamkollegen sowie ein Este mit fünf Punkten. Mit je vier Turniertreffern erzielten die Kasachen Andrei Spiridonow und Talghat Schailauow die meisten Tore.
Insgesamt besuchten 3.188 Zuschauer die sechs Qualifikationsspiele, was einem Schnitt von 531 pro Spiel entspricht.
| 6. November 2008 15:00 Uhr (Ortszeit) | Kasachstan R. Startschenko (1:03) A. Schin (1:56) W. Krasnoslobodzew (2:08) A. Gawrilin (4:16) W. Smoljaninow (9:21) A. Wjatkin (12:57) A. Lakisa (15:36) S. Alexandrow (27:37) R. Sawtschenko (28:32) T. Schailauow (30:01) A. Spiridonow (36:11) A. Schin (36:49) T. Schailauow (39:00) J. Kostrikow (48:58) A. Gawrilin (51:36) J. Kostrikow (53:33) D. Jessirkenow (59:02) | 17:0 (7:0, 6:0, 4:0) Spielbericht | Spanien | Narva Jäähall, Narva Zuschauer: 432 |

| 6. November 2008 19:00 Uhr | Niederlande B. Smulders (4:20) M. Kars (9:52) A. van Bentem (35:23) J. Schaafsma (42:52) | 4:6 (2:1, 1:1, 1:4) Spielbericht | Estland M. Ivanov (18:55) J. Sorokin (30:27) V. Süvaoja (43:25) V. Titarenko (45:44) A. Kuznetsov (54:11) A. Sibirtsev (59:29) | Narva Jäähall, Narva Zuschauer: 560 |

| 7. November 2008 15:00 Uhr | Niederlande E. Tummers (20:24) M. Kars (24:58) M. Postma (45:07) M. Postma (54:49) | 4:1 (0:1, 2:0, 2:0) Spielbericht | Spanien P. Muñoz (19:05) | Narva Jäähall, Narva Zuschauer: 155 |

| 7. November 2008 19:00 Uhr | Estland | 0:7 (0:4, 0:2, 0:1) Spielbericht | Kasachstan R. Startschenko (6:21) J. Fadejew (8:56) A. Spiridonow (9:56) A. Spiridonow (12:58) S. Alexandrow (23:22) A. Litwinenko (29:21) T. Schailauow (42:04) | Narva Jäähall, Narva Zuschauer: 1.200 |

| 9. November 2008 15:00 Uhr | Kasachstan W. Krasnoslobodzew (3:36) T. Schailauow (12:55) J. Rymarew (22:28) A. Gawrilin (37:27) A. Spiridonow (38:52) I. Solarjow (42:01) I. Solarjow (52:56) | 7:2 (2:1, 3:1, 2:0) Spielbericht | Niederlande J.-J. Natte (5:21) J. Schaafsma (27:44) | Narva Jäähall, Narva Zuschauer: 206 |

| 9. November 2008 19:00 Uhr | Spanien A. Pedraz (25:01) | 1:8 (0:2, 1:3, 0:3) Spielbericht | Estland J. Sorokin (8:43) A. Ossipov (12:33) O. Sildre (21:56) V. Titarenko (23:18) A. Jastrebov (37:27) O. Sildre (41:02) P. Sildre (46:00) A. Sibirtsev (56:39) | Narva Jäähall, Narva Zuschauer: 635 |

| Pl. |             | Sp | S | OTS | OTN | N | Tore  | Punkte |
| 1.  | Kasachstan  | 3  | 3 | 0   | 0   | 0 | 31:02 | 9      |
| 2.  | Estland     | 3  | 2 | 0   | 0   | 1 | 14:12 | 6      |
| 3.  | Niederlande | 3  | 1 | 0   | 0   | 2 | 10:14 | 3      |
| 4.  | Spanien     | 3  | 0 | 0   | 0   | 3 | 02:29 | 0      |

Abkürzungen: Pl. = Platz, Sp = Spiele, S = Siege, OTS = Siege nach Verlängerung (Overtime) oder Penaltyschießen, OTN = Niederlagen nach Verlängerung oder Penaltyschießen, N = Niederlagen

Erläuterungen: Qualifikant für die zweite Runde

### Gruppe C
Die Spiele der Gruppe C der ersten Qualifikationsrunde fanden vom 7. bis 9. November 2008 in der Papp László Budapest Sportaréna in der ungarischen Hauptstadt Budapest statt.
Mit drei deutlichen Siegen untermauerte der Gastgeber Ungarn, der im vorangegangenen Frühjahr bei der Weltmeisterschaft den Aufstieg von der Division I in den Top-Pool geschafft hatte, seine Favoritenstellung und qualifizierte sich für die zweite und abschließende Runde der Qualifikation. Nach Siegen der Ungarn und Litauer über die beiden teilnehmenden Balkanstaaten Serbien und Kroatien kam es am letzten Spieltag zum „Endspiel“ um den Turniersieg. Dort stellte Ungarn vor heimischer Kulisse bereits frühzeitig die Weichen auf Sieg. Den dritten Platz sicherte sich Kroatien durch einen deutlichen 5:1-Sieg über den Nachbarstaat Serbien.
Als beste Scorer gingen die Ungarn Balázs Ladányi und Gábor Ocskay mit jeweils sieben Scorerpunkten aus dem Turnier hervor. Beide erzielten zwei Tore selbst und bereiteten fünf weitere vor. Mit je vier Turniertreffern erzielte ihr Teamkollege János Vas und der Kroate Oliver Ciganović die meisten Tore.
Insgesamt besuchten 26.501 Zuschauer die sechs Qualifikationsspiele, was einem Schnitt von 4.416 pro Spiel entspricht.
| 7. November 2008 14:30 Uhr (Ortszeit) | Litauen K. Nekraševičius (28:21) D. Vaiciukevičius (30:23) M. Šlikas (37:01) R. Aliukonis (40:27) | 4:2 (0:2, 3:0, 1:0) Spielbericht | Kroatien O. Ciganović (7:33) V. Žibret (19:59) | Papp László Sportaréna, Budapest Zuschauer: 400 |

| 7. November 2008 18:00 Uhr | Ungarn B. Svasznek (2:37) R. Ondrejcik (12:19) B. Ladányi (13:58) K. Palkovics (16:38) R. Ondrejcik (23:04) G. Ocskay (43:08) A. Vaszjunyin (47:28) J. Vas (47:53) A. Horváth (54:18) | 9:1 (4:0, 1:1, 4:0) Spielbericht | Serbien D. Pajić (30:19) | Papp László Sportaréna, Budapest Zuschauer: 6.500 |

| 8. November 2008 14:00 Uhr | Litauen S. Ivanuskin (26:49) Š. Kuliešius (29:29) D. Bernatavičius (36:18) Š. Kuliešius (36:36) K. Šlikas (49:57) D. Kulevičius (50:55) A. Kaminskas (58:27) | 7:2 (0:1, 4:1, 3:0) Spielbericht | Serbien D. Nadaški (17:03) D. Pajić (30:23) | Papp László Sportaréna, Budapest Zuschauer: 1.500 |

| 8. November 2008 17:30 Uhr | Kroatien O. Ciganović (45:22) | 1:6 (0:2, 0:3, 1:1) Spielbericht | Ungarn A. Horváth (6:06) G. Ocskay (8:40) J. Vas (25:54) I. Peterdi (28:59) R. Ondrejcik (39:34) D. Fekete (59:04) | Papp László Sportaréna, Budapest Zuschauer: 7.898 |

| 9. November 2008 14:00 Uhr | Serbien M. Sretović (34:26) | 1:5 (0:1, 1:3, 0:1) Spielbericht | Kroatien T. Grozaj (11:01) O. Ciganović (20:32) O. Ciganović (35:42) M. Lovrenčić (38:06) D. Kanaet (56:22) | Papp László Sportaréna, Budapest Zuschauer: 1.683 |

| 9. November 2008 17:30 Uhr | Ungarn J. Vas (6:42) R. Holéczy (8:43) B. Ladányi (13:57) J. Vas (48:51) K. Palkovics (51:14) | 5:2 (3:1, 0:0, 2:1) Spielbericht | Litauen Š. Kuliešius (13:14) A. Kaminskas (47:23) | Papp László Sportaréna, Budapest Zuschauer: 8.520 |

| Pl. |          | Sp | S | OTS | OTN | N | Tore  | Punkte |
| 1.  | Ungarn   | 3  | 3 | 0   | 0   | 0 | 20:04 | 9      |
| 2.  | Litauen  | 3  | 2 | 0   | 0   | 1 | 13:09 | 6      |
| 3.  | Kroatien | 3  | 1 | 0   | 0   | 2 | 08:11 | 3      |
| 4.  | Serbien  | 3  | 0 | 0   | 0   | 3 | 04:21 | 0      |

Abkürzungen: Pl. = Platz, Sp = Spiele, S = Siege, OTS = Siege nach Verlängerung (Overtime) oder Penaltyschießen, OTN = Niederlagen nach Verlängerung oder Penaltyschießen, N = Niederlagen

Erläuterungen: Qualifikant für die zweite Runde

### Gruppe D
Die Spiele der Gruppe D der ersten Qualifikationsrunde fanden vom 6. bis 9. November 2008 in der Sanok Arena im polnischen Sanok statt.
Nachdem sich in den Gruppen B und C jeweils die in der IIHF-Weltrangliste bestplatzierte Mannschaft durchgesetzt hatte, verpassten die als Gruppenkopf gesetzten Polen vor heimischer Kulisse die nächste Runde zu erreichen. Bereits an den ersten beiden Spieltagen waren die Tendenzen klar geworden. Während die Japaner und Polen ihre Partien gegen Rumänien und Großbritannien gewonnen hatten, kam es – wie in den beiden anderen Gruppen auch – am letzten Tag zum entscheidenden Spiel um den Turniersieg, in das die Asiaten mit einem Punkt Vorsprung gingen, da die Polen Großbritannien am ersten Spieltag erst im Penaltyschießen besiegt hatten, während Japan in der regulären Spielzeit knapp mit 2:1 gewonnen hatte. Die Japaner besiegten schließlich auch Polen mit 3:1 und erreichten die nächste Runde. Den dritten Rang belegte Großbritannien, die mit einem abschließenden 11:1-Sieg die insgesamt hoffnungslos unterlegenen Rumänen auf den vierten Platz verwiesen.
Als bester Scorer ging der Brite Greg Chambers mit sechs Scorerpunkten, allesamt Torvorbereitungen, aus dem Turnier hervor. Mit vier Turniertreffern erzielte der Pole Krzysztof Zapała die meisten Tore.
Insgesamt besuchten 10.600 Zuschauer die sechs Qualifikationsspiele, was einem Schnitt von 1.766 pro Spiel entspricht.
| 6. November 2008 15:30 Uhr (Ortszeit) | Japan G. Tanaka (7:32) T. Yamashita (8:54) M. Domeki (19:08) Y. Iimura (22:35) M. Ogawa (36:15) Y. Iimura (38:45) T. Yamashita (42:06) | 7:0 (3:0, 3:0, 1:0) Spielbericht | Rumänien | Sanok Arena, Sanok Zuschauer: 600 |

| 6. November 2008 19:30 Uhr | Polen M. Urbanowicz (8:54) K. Zapała (30:53) D. Słaboń (PS) | 3:2 n. P. (1:1, 1:0, 0:1, 0:0, 1:0) Spielbericht | Großbritannien D. Clarke (6:02) D. Meyers (56:21) | Sanok Arena, Sanok Zuschauer: 2.500 |

| 7. November 2008 15:45 Uhr | Japan G. Tanaka (17:50) D. Obara (27:48) | 2:1 (1:1, 1:0, 0:0) Spielbericht | Großbritannien J. Weaver (18:33) | Sanok Arena, Sanok Zuschauer: 300 |

| 7. November 2008 19:15 Uhr | Rumänien E. Moldován (15:02) | 1:9 (1:3, 0:3, 0:3) Spielbericht | Polen K. Zapała (0:19) M. Łopuski (3:29) M. Kolusz (18:02) G. Piekarski (31:10) A. Borzęcki (37:05) T. Proszkiewicz (37:55) D. Słaboń (40:52) K. Zapała (47:42) P. Dronia (51:20) | Sanok Arena, Sanok Zuschauer: 2.400 |

| 9. November 2008 14:30 Uhr | Großbritannien J. Weaver (4:55) C. Shields (5:45) R. Cowley (7:23) D. Clarke (17:12) A. Tait (22:43) G. Owen (36:15) D. Phillips (37:43) J. Phillips (46:01) D. Clarke (48:03) M. Richardson (52:30) L. Jamieson (58:09) | 11:1 (4:0, 3:1, 4:0) Spielbericht | Rumänien Z. Antal (25:22) | Sanok Arena, Sanok Zuschauer: 800 |

| 9. November 2008 18:15 Uhr | Polen K. Zapała (28:57) | 1:3 (0:3, 1:0, 0:0) Spielbericht | Japan Y. Iimura (9:07) M. Domeki (9:31) D. Obara (12:44) | Sanok Arena, Sanok Zuschauer: 4.000 |

| Pl. |                | Sp | S | OTS | OTN | N | Tore  | Punkte |
| 1.  | Japan          | 3  | 3 | 0   | 0   | 0 | 12:02 | 9      |
| 2.  | Polen          | 3  | 1 | 1   | 0   | 1 | 13:06 | 5      |
| 3.  | Großbritannien | 3  | 1 | 0   | 1   | 1 | 14:06 | 4      |
| 4.  | Rumänien       | 3  | 0 | 0   | 0   | 3 | 02:27 | 0      |

Abkürzungen: Pl. = Platz, Sp = Spiele, S = Siege, OTS = Siege nach Verlängerung (Overtime) oder Penaltyschießen, OTN = Niederlagen nach Verlängerung oder Penaltyschießen, N = Niederlagen

Erläuterungen: Qualifikant für die zweite Runde

## Zweite Qualifikationsrunde
Die zweite Qualifikationsrunde fand vom 5. bis 8. Februar 2009 statt. Dabei genossen die drei Gruppenköpfe das Recht über den Ort der Ausrichtung zu bestimmen und machten davon auch Gebrauch. Das vom Deutschen Eishockey-Bund ausgerichtete Turnier der Gruppe E fand in der Hannoveraner TUI Arena statt, während die anderen beiden Turniere im norwegischen Oslo und in der lettischen Hauptstadt Riga ausgetragen wurden. Dort dienten das Jordal Amfi und die Arēna Rīga als Austragungsorte.

### Gruppe E
Die Spiele der Gruppe E wurden – wie vom Deutschen Eishockey-Bund bereits im Juli 2008 angekündigt – in der TUI Arena von Hannover, der Heimspielstätte der Hannover Scorpions aus der Deutschen Eishockey Liga, ausgetragen.
Bereits nach dem zweiten Turniertag stand die favorisierte deutsche Nationalmannschaft von Bundestrainer Uwe Krupp als Turniersieger und somit einer der drei endgültigen Qualifikanten für das olympische Turnier in Vancouver fest. Nach einem deutlichen 7:1-Auftaktsieg gegen überforderte Japaner, gelang dem Zehnten der IIHF-Weltrangliste von 2008 gegen die erst im Vorjahr in die Top-Division aufgestiegenen Österreicher ein weiterer, aber knapper Sieg. Da die ebenfalls in der Gruppe befindlichen Slowenen sowohl Österreich in der Verlängerung als auch den Japanern erst im Penaltyschießen unterlegen gewesen waren, hatten mit Ausnahme von Deutschland alle anderen Teams bereits viele Verlustpunkte gesammelt, wodurch die Deutschen schon vor den abschließenden Spielen am letzten Spieltag als Sieger des Turniers feststanden. Die abschließenden Siege Österreichs über Japan sowie Deutschlands über Slowenien hatten daher nur noch statistischen Wert.
Als bester Scorer und zugleich treffsicherster Torschütze ging der Österreicher Michael Grabner mit fünf Scorerpunkten, allesamt Tore, aus dem Turnier hervor. Mit drei Turniertreffern platzierte sich der Deutsche John Tripp in beiden Wertungen hinter ihm. Die meisten Torvorbereitungen gelangen Grabners Landsmann Oliver Setzinger, der drei Treffer seines Teams vorbereitete. Der Österreicher Grabner war für das Turnierwochenende extra aus Nordamerika nach Hannover angereist, um sein Team nach Vancouver zu führen. Er war von seinem Team, den Manitoba Moose aus der American Hockey League – gleichzeitig das Farmteam der Vancouver Canucks aus der Olympiagastgeberstadt –, für die Qualifikation freigestellt worden. Als bester Torhüter wurde Deutschlands Dimitri Pätzold, der im Duo mit Teamkollege Dennis Endras die mit Abstand besten statistischen Werte aufwies, ausgezeichnet. Ebenso erhielt sein Landsmann John Tripp die Auszeichnung als bester Stürmer, während der Österreicher André Lakos die Nominierung zum besten Verteidiger erhielt.
Insgesamt besuchten 17.929 Zuschauer die sechs Qualifikationsspiele, was einem Schnitt von 2.988 pro Spiel entspricht.
| 5. Februar 2009 16:00 Uhr (Ortszeit) | Slowenien A. Hebar (21:48) M. Rodman (30:30) M. Rodman (39:44) | 3:4 n. V. (0:0, 3:2, 0:1, 0:1) Spielbericht | Österreich M. Grabner (24:52) M. Grabner (35:39) T. Koch (55:01) A. Lakos (63:40) | TUI Arena, Hannover Zuschauer: 1.016 |

| 5. Februar 2009 19:30 Uhr | Deutschland Y. Seidenberg (3:57) M. Wolf (6:07) P. Gogulla (15:00) M. Klinge (31:28) R. Mueller (31:57) J. Tripp (32:55) J. Tripp (53:22) | 7:1 (3:1, 3:0, 1:0) Spielbericht | Japan M. Domeki (19:01) | TUI Arena, Hannover Zuschauer: 4.318 |

| 7. Februar 2009 12:00 Uhr | Slowenien T. Razingar (0:59) I. Jan (11:37) A. Mušič (28:45) A. Kranjc (30:34) | 4:5 n. P. (2:1, 2:1, 0:2, 0:0, 0:1) Spielbericht | Japan M. Domeki (16:45) R. Kawai (27:02) B. Ishioka (47:00) G. Tanaka (56:12) G. Tanaka (PS) | TUI Arena, Hannover Zuschauer: 2.380 |

| 7. Februar 2009 15:30 Uhr | Österreich D. Kalt (30:49) | 1:2 (0:0, 1:2, 0:0) Spielbericht | Deutschland Y. Seidenberg (22:04) J. Tripp (33:03) | TUI Arena, Hannover Zuschauer: 5.034 |

| 8. Februar 2009 13:30 Uhr | Japan D. Mitani (34:45) D. Obara (42:59) | 2:5 (0:1, 1:3, 1:1) Spielbericht | Österreich M. Grabner (13:05) M. Grabner (26:39) D. Welser (31:30) M. Grabner (31:55) P. Lakos (48:25) | TUI Arena, Hannover Zuschauer: 1.423 |

| 8. Februar 2009 17:10 Uhr | Deutschland M. Hackert (12:22) T. J. Mulock (21:12) | 2:1 (1:0, 1:0, 0:1) Spielbericht | Slowenien A. Mušič (48:07) | TUI Arena, Hannover Zuschauer: 3.758 |

| Pl. |             | Sp | S | OTS | OTN | N | Tore  | Punkte |
| 1.  | Deutschland | 3  | 3 | 0   | 0   | 0 | 11:03 | 9      |
| 2.  | Österreich  | 3  | 1 | 1   | 0   | 1 | 10:07 | 5      |
| 3.  | Japan       | 3  | 0 | 1   | 0   | 2 | 08:16 | 2      |
| 4.  | Slowenien   | 3  | 0 | 0   | 2   | 1 | 08:11 | 2      |

Abkürzungen: Pl. = Platz, Sp = Spiele, S = Siege, OTS = Siege nach Verlängerung (Overtime) oder Penaltyschießen, OTN = Niederlagen nach Verlängerung oder Penaltyschießen, N = Niederlagen

Erläuterungen: Qualifikant für die Olympischen Winterspiele

### Gruppe F
Die Spiele der Gruppe F der zweiten Qualifikationsrunde fanden in der Arēna Rīga, der größten Sportarena der lettischen Hauptstadt, statt. Die maximal 11.000 Zuschauer fassende Halle war bereits bei der Eishockey-Weltmeisterschaft 2006 im Baltikumstaat Hauptspielort und Schauplatz des Finalspiels gewesen.
Wie in Gruppe E setzte sich der Favorit und Gastgeber Lettland durch. Ausschlaggebend für die Letten war, neben dem entscheidenden 4:1-Sieg über Italien im letzten Gruppenspiel, dass der große Konkurrent Italien bereits in der ersten Partie des Turniers gegen die Ukrainer – dem einzigen Teilnehmer aus der Weltmeisterschafts-Division-I – mit 2:3 unterlag und somit wertvolle Zähler einbüßte. Nachdem Italien und Lettland am zweiten Turniertag jeweils drei Punkte einfahren konnten und die Ukrainer damit auch eine Niederlage hinnehmen mussten, genügte Lettland am Schlusstag lediglich ein Punkt für die erfolgreiche Qualifikation. Abgeschlagen auf dem letzten Platz landeten die Ungarn, die sich erst über das im eigenen Land veranstaltete Qualifikationsturnier für die zweite Runde qualifiziert hatten. Lediglich gegen die Ukrainer gelang es ihnen einen Punkt zu holen.
Als bester Scorer ging der Lette Jānis Sprukts mit sieben Scorerpunkten, darunter fünf Torvorbereitungen, aus dem Turnier hervor. Mit vier Turniertreffern erzielte sein Landsmann Mārtiņš Karsums die meisten Tore. Beide Spieler waren im Vorfeld von ihren Klubs aus der National Hockey League – Sprukts von den Florida Panthers und Karsums von den Boston Bruins – extra für das Turnier freigestellt worden. Die besten statistischen Werte unter den Torhüter wies mit Sergejs Naumovs ebenfalls ein Lette auf.
Insgesamt besuchten 27.050 Zuschauer die sechs Qualifikationsspiele, was einem Schnitt von 4.508 pro Spiel entspricht. Dies war zugleich der beste Schnitt aller drei Qualifikationsturniere der zweiten Runde.
| 5. Februar 2009 14:00 Uhr (Ortszeit) | Italien R. Ramoser (55:11) R. Ramoser (55:37) | 2:3 (0:1, 0:0, 2:2) Spielbericht | Ukraine S. Warlamow (14:38) S. Warlamow (52:52) O. Materuchin (54:28) | Arēna Rīga, Riga Zuschauer: 1.100 |

| 5. Februar 2009 18:00 Uhr | Lettland J. Sprukts (12:33) A. Reķis (25:16) L. Dārziņš (26:03) M. Karsums (30:37) H. Vasiļjevs (48:05) L. Dārziņš (57:57) M. Karsums (59:29) | 7:3 (1:1, 3:2, 3:0) Spielbericht | Ungarn B. Ladányi (7:06) M. Vas (29:05) B. Svasznek (37:59) | Arēna Rīga, Riga Zuschauer: 4.900 |

| 6. Februar 2009 14:00 Uhr | Italien L. Ansoldi (13:42) A. Aquino (14:17) J. Pittis (27:29) M. Chitaroni (45:44) | 4:1 (2:0, 1:0, 1:1) Spielbericht | Ungarn B. Svasznek (58:49) | Arēna Rīga, Riga Zuschauer: 900 |

| 6. Februar 2009 18:00 Uhr | Ukraine A. Srjubko (18:57) S. Klymentjew (58:48) | 2:4 (1:0, 0:2, 1:2) Spielbericht | Lettland M. Karsums (24:40) M. Rēdlihs (33:38) A. Ņiživijs (47:31) J. Sprukts (59:45) | Arēna Rīga, Riga Zuschauer: 8.250 |

| 8. Februar 2009 12:00 Uhr | Ungarn G. Ocskay (21:47) J. Vas (31:28) K. Palkovics (57:25) | 3:4 n. P. (0:0, 2:0, 1:3, 0:0, 0:1) Spielbericht | Ukraine O. Tymtschenko (51:39) O. Materuchin (54:41) W. Schachrajtschuk (58:44) S. Warlamow (PS) | Arēna Rīga, Riga Zuschauer: 1.900 |

| 8. Februar 2009 16:00 Uhr | Lettland Ģ. Ankipāns (8:48) M. Cipulis (10:01) M. Karsums (34:25) L. Dārziņš (42:59) | 4:1 (2:0, 1:0, 1:1) Spielbericht | Italien G. Scandella (40:15) | Arēna Rīga, Riga Zuschauer: 10.000 |

| Pl. |          | Sp | S | OTS | OTN | N | Tore  | Punkte |
| 1.  | Lettland | 3  | 3 | 0   | 0   | 0 | 15:06 | 9      |
| 2.  | Ukraine  | 3  | 1 | 1   | 0   | 1 | 09:09 | 5      |
| 3.  | Italien  | 3  | 1 | 0   | 0   | 2 | 07:08 | 3      |
| 4.  | Ungarn   | 3  | 0 | 0   | 1   | 2 | 07:15 | 1      |

Abkürzungen: Pl. = Platz, Sp = Spiele, S = Siege, OTS = Siege nach Verlängerung (Overtime) oder Penaltyschießen, OTN = Niederlagen nach Verlängerung oder Penaltyschießen, N = Niederlagen

Erläuterungen: Qualifikant für die Olympischen Winterspiele

### Gruppe G
Die Spiele der Gruppe G fanden im altehrwürdigen Jordal Amfi von Oslo statt. Das 5.500 Zuschauer fassende und 1951 erbaute Stadion war bereits Schauplatz der Olympischen Winterspiele 1952 und der Eishockey-Weltmeisterschaft 1999 gewesen.
Auch in der dritten Qualifikationsgruppe setzte sich die in der IIHF-Weltrangliste am besten platzierte Mannschaft durch. Trotz am Ende fünf Punkten Vorsprung mussten die Norweger bis weit ins letzte und entscheidende Gruppenspiel gegen den Nachbarn Dänemark um die Qualifikation zittern. Zwar waren die Dänen durch eine überraschende Niederlage nach Verlängerung gegen Frankreich schlecht ins Turnier gestartet, doch ein Sieg über Kasachstan bewahrte sie vor dem vorzeitigen Aus. Nachdem Frankreich Norwegen und Kasachstan unterlegen war, entschied sich im rein skandinavischen Duell, wer den Startplatz für Vancouver erhalten sollte. Dabei führten die Dänen bis zur Hälfte der Partie mit 2:1 gegen die Gastgeber. Erst danach bekamen die Norweger die Partie unter Kontrolle und Ex-NHL-Spieler Patrick Thoresen bewahrte seine Mannschaft mit einem Hattrick vor dem Ausscheiden.
Als beste Scorer gingen die Norweger Patrick Thoresen und Tore Vikingstad mit jeweils sechs Scorerpunkten aus dem Turnier hervor. Während Thoresen mit vier Turniertreffern gleichzeitig auch bester Torschütze des Turniers wurde, erzielte Vikingstad drei Treffer. Beide sorgten damit fast im Alleingang für die erfolgreiche Qualifikation der Skandinavier. Unter den Torhütern gab es nur wenig Unterschiede. So wiesen sowohl der Kasache Alexei Kusnezow als auch der Norweger Pål Grotnes und der Franzose Fabrice Lhenry sehr ähnliche Werte in den Statistiken für Gegentorschnitt und gehaltene Schüsse auf.
Insgesamt besuchten lediglich 8.490 Zuschauer die sechs Qualifikationsspiele, was einem Schnitt von 1.415 Zuschauern pro Spiel entspricht. Vor allem die Spiele ohne norwegische Beteiligung waren nur mäßig besucht.
| 5. Februar 2009 15:00 Uhr (Ortszeit) | Dänemark D. Nielsen (8:11) | 1:2 n. V. (1:0, 0:0, 0:1, 0:1) Spielbericht | Frankreich S. Bordeleau (43:19) B. Amar (61:18) | Jordal Amfi, Oslo Zuschauer: 325 |

| 5. Februar 2009 19:00 Uhr | Norwegen P. Thoresen (26:49) T. Vikingstad (33:00) | 2:1 (0:0, 2:1, 0:0) Spielbericht | Kasachstan W. Krasnoslobodzew (29:55) | Jordal Amfi, Oslo Zuschauer: 2.069 |

| 7. Februar 2009 13:00 Uhr | Dänemark L. Eller (5:34) J. Damgaard (34:54) M. Green (46:36) | 3:2 (1:1, 1:0, 1:1) Spielbericht | Kasachstan R. Sawtschenko (4:58) K. Kassatkin (59:59) | Jordal Amfi, Oslo Zuschauer: 455 |

| 7. Februar 2009 17:00 Uhr | Frankreich P.-É. Bellemare (27:15) O. Coqueux (40:17) | 2:3 (0:1, 1:2, 1:0) Spielbericht | Norwegen T. Vikingstad (17:32) T. Vikingstad (35:52) M. Ask (37:43) | Jordal Amfi, Oslo Zuschauer: 2.313 |

| 8. Februar 2009 13:00 Uhr | Kasachstan R. Startschenko (5:50) R. Sawtschenko (6:13) I. Solarjow (25:27) A. Ogorodnikow (26:08) K. Kassatkin (33:40) W. Rifel (48:40) A. Gawrilin (53:42) W. Krasnoslobodzew (54:10) | 8:2 (2:0, 3:1, 3:1) Spielbericht | Frankreich F. Rozenthal (37:16) L. Tardif (58:53) | Jordal Amfi, Oslo Zuschauer: 314 |

| 8. Februar 2009 17:00 Uhr | Norwegen L.-E. Spets (4:09) P. Thoresen (27:54) P. Thoresen (37:26) J. Holøs (49:40) P. Thoresen (58:13) | 5:3 (1:2, 2:0, 2:1) Spielbericht | Dänemark M. Bødker (0:45) N. Hardt (14:43) R. Olsen (56:36) | Jordal Amfi, Oslo Zuschauer: 3.014 |

| Pl. |            | Sp | S | OTS | OTN | N | Tore  | Punkte |
| 1.  | Norwegen   | 3  | 3 | 0   | 0   | 0 | 10:06 | 9      |
| 2.  | Dänemark   | 3  | 1 | 0   | 1   | 1 | 07:09 | 4      |
| 3.  | Kasachstan | 3  | 1 | 0   | 0   | 2 | 11:07 | 3      |
| 4.  | Frankreich | 3  | 0 | 1   | 0   | 2 | 06:12 | 2      |

Abkürzungen: Pl. = Platz, Sp = Spiele, S = Siege, OTS = Siege nach Verlängerung (Overtime) oder Penaltyschießen, OTN = Niederlagen nach Verlängerung oder Penaltyschießen, N = Niederlagen

Erläuterungen: Qualifikant für die Olympischen Winterspiele